# Endorama
Endorama è il nono album del gruppo musicale thrash metal tedesco Kreator, pubblicato nel 1999 dalla GUN Records.

## Il disco
Con questo disco i Kreator arrivano al loro compimento: mai così tanto si erano allontanati dal loro tipico stile in favore di inclinazioni addirittura quasi new wave, soprattutto nel cantato. Quello che emerge è un certo pessimismo di fondo rispetto al mondo e al modo di vivere, ormai prossimo alla perdizione, della società.
Già dalla prossima pubblicazione, però, si evidenzierà un certo ritorno a sonorità più avvezze al gruppo in favore di chi chiedeva a gran voce un loro ritorno a macinare riff e ad esplodere in assoli propriamente metal.

## Tracce
1. Golden Age
2. Endorama (feat. Tilo Wolff)
3. Shadowland
4. Chosen few
5. Everlasting Flame
6. Passage to Babylon
7. Future Ring
8. Entry
9. Soul Eraser
10. Willing Spirit
11. Pandemonium
12. Tyranny

## Formazione
- Mille Petrozza - chitarra, voce
- Tommy Vetterli - chitarra
- Christian "Speesy" Giesler - basso
- Jürgen "Ventor" Reil - batteria